# Daniela Kiefer

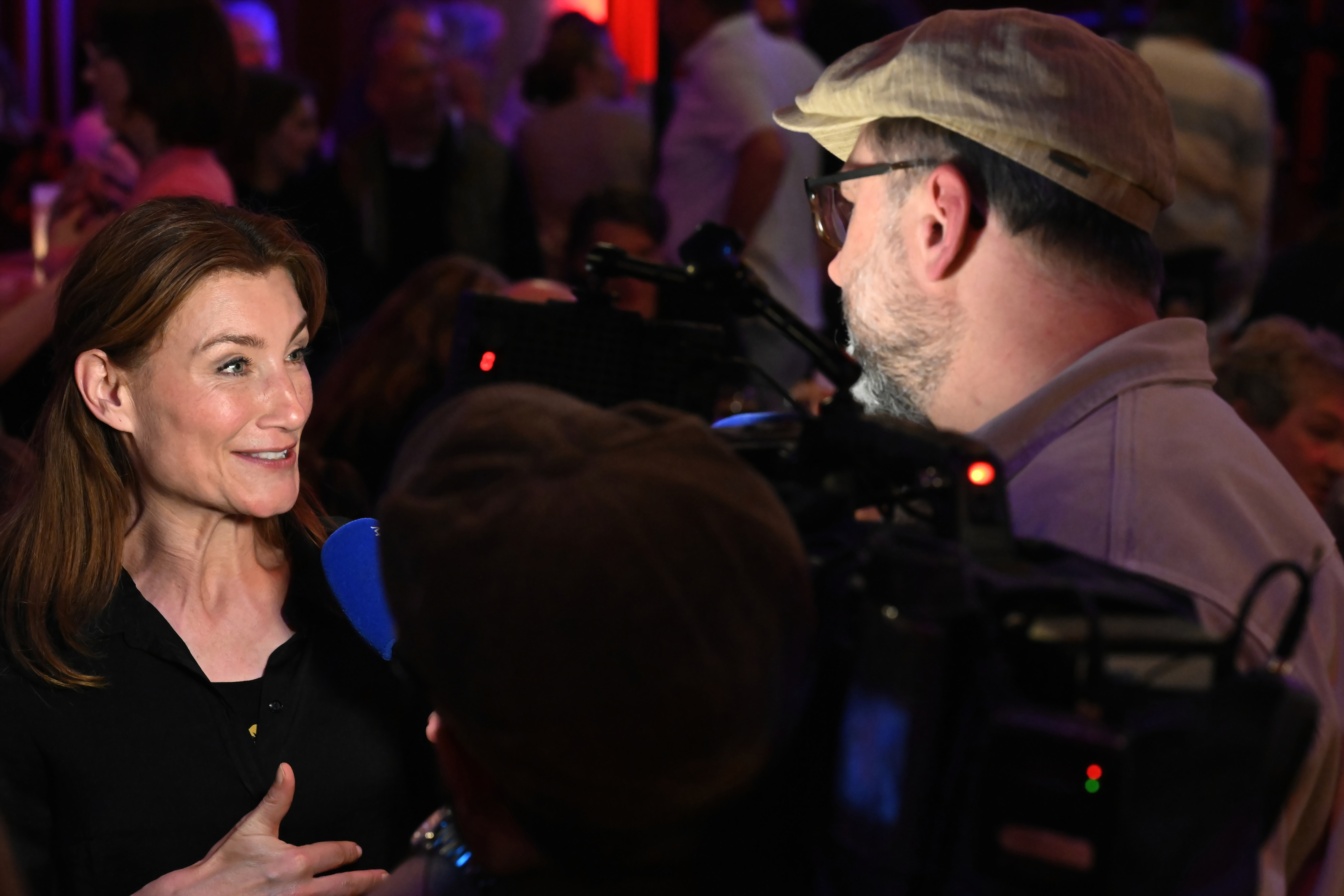
Daniela Kiefer (2023)

Daniela Kiefer (* 21. Dezember 1974 in Graz) ist eine österreichische Schauspielerin.

## Leben
Daniela Kiefer wuchs in Graz auf und absolvierte ihre Schauspielausbildung von 2003 bis 2007 an der Hochschule für Musik und darstellende Kunst Graz. Im Jahr 2001 hatte sie in der Fernsehserie Mein Leben & Ich einen Gastauftritt. Von Mai bis August 2010 spielte sie die Rolle der Maja Castellhoff in der ZDF-Telenovela Hanna – Folge deinem Herzen. Nachdem sie in der ARD-Telenovela Sturm der Liebe bereits im August/September 2011 die Nebenrolle der Anwältin Dr. Nadja Löwenstein spielte, bekleidet sie seit August 2022 (Folge 3877) als Alexandra Schwarzbach eine neue Hauptrolle in derselben Serie.
Kiefer ist als Bühnendarstellerin auch am Theater aktiv. Sie wirkte in mehreren Theaterstücken mit und stand unter anderem am Stadttheater Fürth, bei den Burgfestspielen Bad Vilbel oder bei den Störtebeker-Festspielen auf Rügen auf der Bühne.
Kiefer ist auch als Synchronsprecherin aktiv.
Kiefer lebt in München. Neben ihrer Muttersprache Deutsch spricht sie auch Englisch, Französisch und Spanisch.

## Filmografie
- 2001: Mein Leben & Ich (Fernsehserie, 1 Folge)
- 2007: Krimi.de (Fernsehserie, 1 Folge)
- 2010: Hanna – Folge deinem Herzen (Fernsehserie, 59 Folgen)
- 2011: Sturm der Liebe (Fernsehserie, 12 Folgen)
- 2015–2022: Die Rosenheim-Cops (Fernsehserie, 4 Folgen, verschiedene Rollen)
- 2016–2025: Aktenzeichen XY … ungelöst (Fernsehreihe, 5 Folgen, verschiedene Rollen)
- 2017: Cannibal Cop
- 2021: Der Alte (Fernsehserie, 1 Folge)
- 2022: Watzmann ermittelt (Fernsehserie, 1 Folge)
- 2022: Die Chefin (Fernsehserie, 1 Folge)
- seit 2022: Sturm der Liebe (Fernsehserie)

## Theater (Auswahl)
- 1998–2003: Festengagement am Schauspielhaus Düsseldorf
- 2003–2004: Schauspielhaus Düsseldorf – Der Würgeengel (als Die Gastgeberin)
- 2004: Volkstheater Wien – Eisen (als Josie)
- 2008: Komödie Winterhuder Fährhaus in Hamburg – Im Weissen Rössl (als Rössl-Wirtin)
- 2009: Störtebeker-Festspiele in Ralswiek – Störtebekers Gold (als Valentina Visconti)
- 2012–2015: Theatergastspiele Kempf – The Kings Speech (als Herzogin von York)
- 2014: Theatergastspiele Kempf – Die Harry Belafonte Story (als Julie Belafonte)
- 2014: Störtebeker-Festspiele in Ralswiek – Gottes Freund (als Königin Margarete)
- 2015: Burgfestspiele Bad Vilbel – Die Päpstin (als Hrotrud, Richild, Theda)